# ليكس جاكوبي
ليكس جاكوبي (بالإنجليزية: Lex Jacoby) (مواليد 28 فبراير 1930 في يونغليستر - 20 نوفمبر 2015) هو أديب لوكسمبورغي. كتب روايات وقصائد ومسرحيات ومقالات في الصحف.
كتب في بداياته باللغة الفرنسية ثم تحول إلى الكتابة باللغة الألمانية وحدها. قبل أن يتفرغ للكتابة الأدبية كان يعمل مدرسا في مدينة كليرفو. وقد حصل على جائزة سيرفيه الأدبية في سنة 1996.
من أعماله: الغريب – لوكسمبورغ – حجر الحدود – في الليل تذهب الأسماك إلى اليابسة – علامة مائية.